# Château du Petit Lude
Pour les articles homonymes, voir Château du Lude.
Le château du Petit Lude est un palais, ancienne résidence secondaire des évêques d'Albi, et aujourd'hui le Bon Sauveur d'Albi (hôpital psychiatrique) situé à Albi, dans le Tarn.

## Historique

### Origine
Le château du Petit Lude est édifié à partir de 1645, sur commande de l'évêque d'Albi, Gaspard de Daillon du Lude. Ami des arts, il construit ainsi une nouvelle résidence secondaire pour les évêques, en remplacement du puissant château de Combefa, qui sera d'ailleurs progressivement abandonné à partir de là. La résidence principale reste toujours le grand palais épiscopal de la Berbie, mais Gaspart de Daillon du Lude meurt au Petit Lude. Il laisse son nom à l'édifice, affublé d'un "petit", en opposition au château du Lude (Sarthe).

### Du XVIIe au XIXe
Vers la fin du XVIIIe siècle, le cardinal de Bernis, archevêque d'Albi, préfère vivre au Petit Lude qu'à la Berbie. Néanmoins, avec la Révolution française, l'immense propriété est morcelée et vendue comme bien national, en 1792.
Une partie du bâtiment sert ensuite quelque temps d'école impériale du Pastel (de 1811 à 1814), sous Napoléon Ier, puis la propriété est rachetée par l'ancien évêque de Bayeux, Charles Brault, en 1826. Il fait appel aux Sœurs du Bon Sauveur de Caen, qui viennent s'y installer entre 1832 et 1836, sous la direction du Père Jamet, pour y installer une école pour sourdes-muettes et un asile.

### Aujourd'hui
Devenu en 1982 Fondation du Bon Sauveur d'Alby (BS), l'ancien domaine du château du Petit Lude est désormais couvert de nombreux bâtiments privés, composés d'une ensemble scolaire et d'un hôpital psychiatrique,.

## Architecture
Le château du Petit Lude, qui a donné son nom au quartier, est situé aux portes d'Albi. Il est aujourd'hui difficile d'identifier l'édifice originel, parmi les multiples bâtiments composants le Bon Sauveur.
C'était à l'origine un immense palais, dont le domaine s'étendait sur 8 hectares et comportait jardins à la française et orangerie, et on y trouve toujours un lavoir à pastel de la période où le lieu était une école. Son raffinement et son immensité lui ont d'ailleurs valu le surnom flatteur de "Petit Versailles". Une partie du château a été démolie au cours des siècles, mais reconstruite dans un style très proche de l'originel. Il demeure principalement d'origine les caves et les dix piédestaux à urnes dans le parc. Le bâtiment est composé de briques et de pierres blanches.

La grande chapelle de l'hôpital psychiatrique est de style néoclassique, et date de 1846.

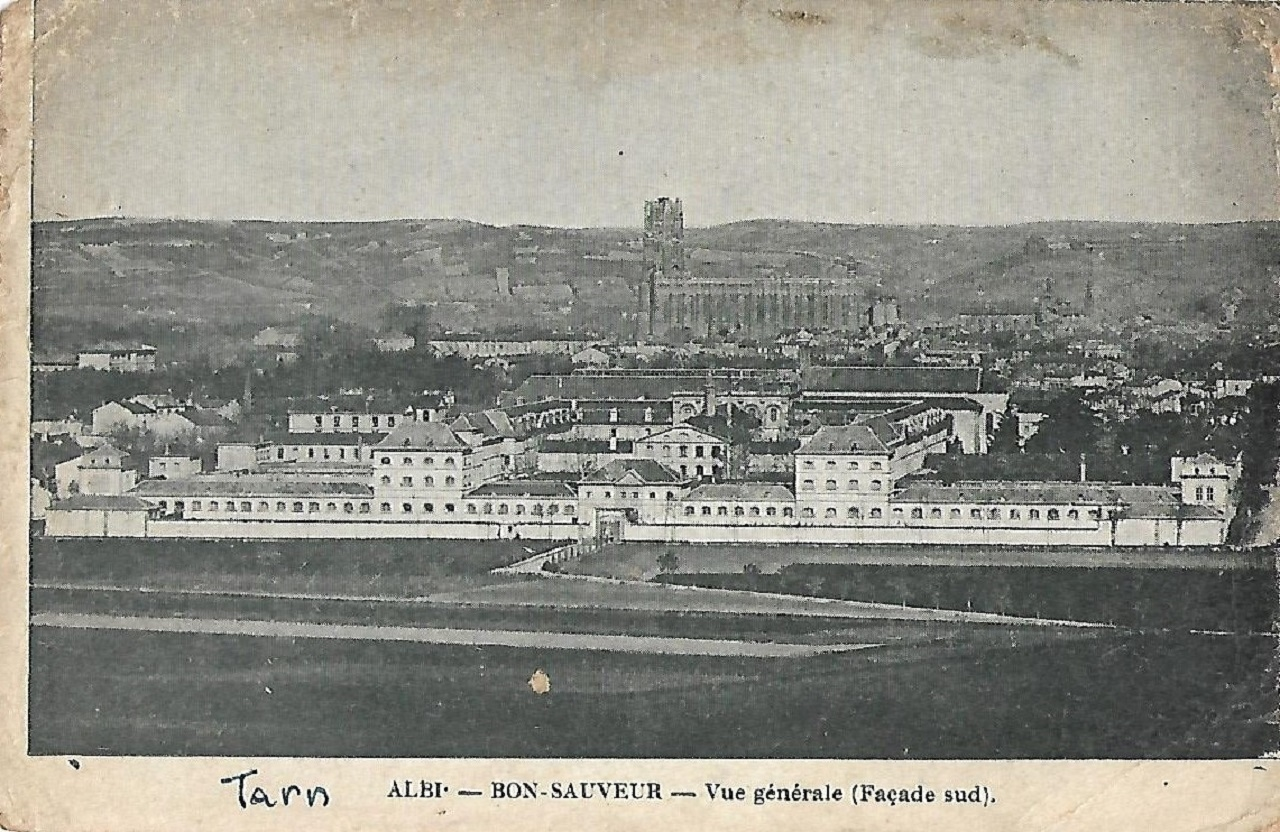
L'étendue du château
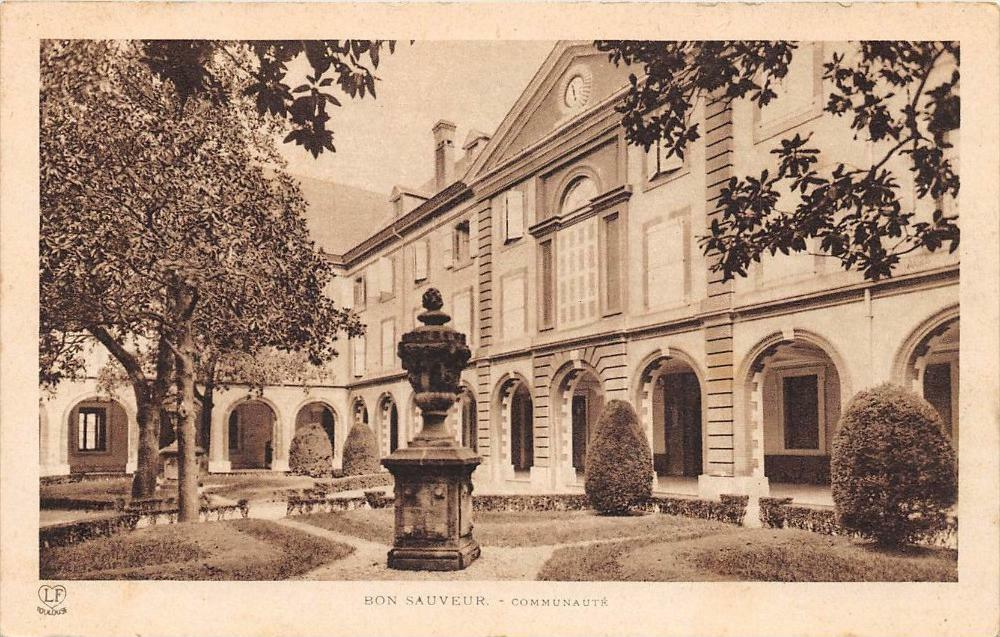
Façade à fronton